# Serviçais
Els serviçais (o serviçaes) són un grup ètnic de São Tomé i Príncipe. En nombre són el quart grup del país, després dels mestiços, els angolars i els forros. Eren treballadors contractats (contratados) portats a partir de la fi del segle xix d'Angola, de Cap Verd o de Moçambic, de fet eren penats, des treballadors forcats. A començament dels anys 1950 hi havia uns 24.000 serviçais per una població total de mès de 62.000 habitants.

## Història
Després de l'abolició de l'esclavitud en 1875, l'economia local de roças – conjunt de terrenys i construccions de la plantació – s'enfrontava a la penúria de mà d'obra i s'hi va introduir el règim del contracte de treball. Els serviçais foren reclutats sobretot a Angola a partir de 1876, després de Cap Verd des de 1903 i de Moçambic en 1908.
El reclutament era brutal, els condicions de vida eren dures i els allotjaments rudimentaris. El retorn al país no era possible. El govern portuguès va prendre algunes mesures destinades a millorar la situació dels serviçais davant un boicot del cacau santomenc pels xocolaters europeus i les pressions internacionals. Sol·licitats per les autoritats colonials, els forros no acceptaren treballar a les roças. Manipulats pel govern, els serviçais van prendre part en l'onada de violència, coneguda sota el nom de massacre de Batepá, que provocà centenars de víctimes en 1953.
A Sao Tomé els serviçais – mai repatriats – s'uniren en sindicats i els seus descendents, els tongas, constitueixen actualment en cinquè grup del país.